# Tungar-Röhre

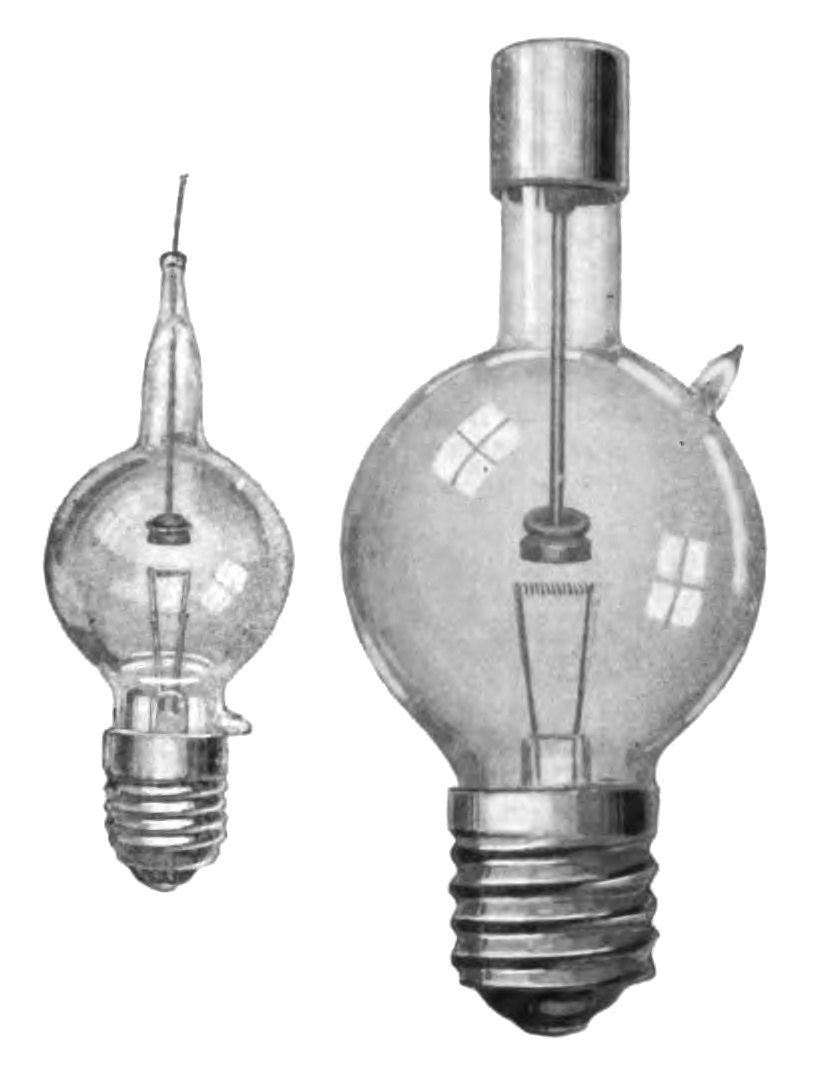
Tungar-Röhren
2 A (links) und 6 A

Die Tungar-Röhre ist ein spezieller Typ von Elektronenröhren, der als Gleichrichter für niedrige Spannungen Verwendung fand. Die Röhren waren mit Argon-Gas befüllt; die Kathode bestand aus Wolfram (englisch Tungsten) und die Anode aus Graphit. Der Röhrentyp wurde erstmals im Jahr 1915 zum Patent angemeldet. Die Bezeichnung dieses Röhrentyps ergibt sich aus den Anfangssilben der Worte Tungsten (Wolfram) und Argon.
Da diese Röhren im Gegensatz zu Quecksilberdampfgleichrichtern in der Lage sind, auch bei niedrigen Spannungen von beispielsweise 12 Volt mehrere Ampere Strom zu liefern, wurden sie beispielsweise für das Aufladen von Akkumulatoren verwendet.
Heute sind  „Tungar“-Röhren bedeutungslos; ihre Aufgaben wurden von Halbleitern übernommen.